# We!come Home
We!come Home – trzeci album zespołu Kontrust.

## Lista utworów
1. „Introcontrol”
2. „A Tu Control”
3. „Coming Home”
4. „Tocca Me”
5. „King Of Rising Sun”
6. „Niemandmensch”
7. „Everytime (Zawsze)”
8. „Fat Dog Symphony”
9. „Si Je...?”
10. „Boomerang”
11. „Chameleon”
12. „Phono Sapiens”
13. „A Tu Control (Beatax Remix)”